# FK Mladost Lučani
FK Mladost Lučani (srpski Фудбалски клуб Младост Лучани / Fudbalski klub Mladost Lučani) je nogometni klub iz Lučana, Moravički okrug, Republika Srbija. 
 
U sezoni 2017./18. nastupa u Superligi Srbije. 

## O klubu
Klub je osnovan 1952. godine. Od 1972. do 1988. godine najčešće nastupa u Srpskoj ligi, trećem rangu prvenstva Jugoslavije. 1988./89. osvaja Međurepublički ligu Istok, te ulazi u Drugu saveznu ligu, iz koje odmah ispada. 
 
1995. godine klub osvaja Drugu ligu SR Jugoslavije, te se plasira u Prvu ligu SRJ. Jesen 1995. je 1. u 1. B ligi, što donosi igranje u 1. A ligi na proljeće 1996. godine. 1998. ispada iz lige, te potom 2001. godine osvaja Drugu ligu – Zapad. 2007. godine osvaja Prvu ligu Srbije, što donosi igranje u Superligi u kojoj osvajaju 7. mjesto, ali na kraju sezone zbog financijskih problema istupaju iz Superlige.
 

Do 2014. igraju u Prvoj ligi Srbije, kada se nanovo vraćaju u Superligu. Najveći uspjeh ostvaruju u sezoni 2016./17. osvajanjem 4. mjesta u Superligi, što im je omogućilo i igranje Europske lige u sezoni 2017./18. 

## Uspjesi

### FNRJ / SFRJ
Međurepublička liga
- prvak: 1988./89. (Istok)

Kup Čačanskog podsaveza
- pobjednici: 1967.

### SRJ / SiCG
Druga liga SRJ
- prvak: 1994./95., 2000./01. (Zapad)

Srpska liga – Zapad
- prvak: 2003./04., 2005./06.

### Srbija
Prva liga Srbije
- prvak: 2006./07., 2013./14.

Kup Srbije
- finalist: 2017./18.

## Poveznice
- službene stranice
- srbijasport.ne, Mladost Lučani, profil kluba
- srbijafudbal.com, Mladost Lučani